# Schloss Wächtersbach
Das Schloss Wächtersbach ist eine Niederungsburg auf etwa 170 m über NHN in Wächtersbach (Main-Kinzig-Kreis, Hessen).

## Geschichte

### Das Schloss
Das Wächtersbacher Schloss geht auf eine staufische Jagd- und Sicherungsanlage für den Büdinger Wald zurück, errichtet gegen Ende des 12. Jahrhunderts im Auftrag von Kaiser Friedrich I. Barbarossa durch die Herren von Büdingen. Die im Schutze dieser Anlage entstandene Siedlung wird im Jahre 1236 in einer Urkunde des nahegelegenen Klosters Selbold (vgl. Langenselbold) erstmals erwähnt, welches hier über Grundstücke und Einnahmen verfügte. Zu dieser Zeit wird der Ort als Weichirsbach bezeichnet, was so viel bedeutet wie „Der Bach der die Weiher speist“. Im 13. Jahrhundert wird die Anlage zu einer Wasserburg umgebaut; Reste der sie ehemals umgebenden Wasserflächen sind mit den Weihern im Schlosspark heute noch sichtbar. Im Jahre 1324 wird die Burg erstmals urkundlich erwähnt. Als Teil der Sicherungsanlagen für das alte Königsland Wetterau diente sie dem Schutz der Burganlagen in Gelnhausen (→ Pfalz Gelnhausen) und Büdingen (→ Schloss Büdingen) und war Sitz eines der zwölf, für die Hege verantwortlichen Förster.
In der ersten Hälfte des 16. Jahrhunderts erfuhr die Wasserburg Wächtersbach, durch Graf Anton von Isenburg-Büdingen-Ronneburg (1501–1560), den Begründer der Teilgrafschaft Ysenburg-Ronneburg, eine erste Erweiterung. An Graf Anton und seine Frau Elisabeth (1509–1542) erinnert heute noch das Allianzwappen über dem Schlosseingang, in dessen einer Hälfte ein Wiedehopf die Familie der Gemahlin, einer geborenen von Wied-Runkel, repräsentiert.
1578 wird die zunächst gräfliche, später fürstliche Brauerei auf dem Gelände des Wächtersbacher Schlosses gegründet. Nach einer über 400-jährigen Geschichte wurde sie endgültig im Jahre 2008 geschlossen.
Auch das Schloss Wächtersbach und die Stadt haben im Dreißigjährigen Krieg sehr gelitten. Es war Graf Johann Ernst I. von Isenburg-Büdingen (1625–1673), der es für seine Hochzeit mit der Gräfin Marie Charlotte von Erbach zunächst wieder bewohnbar machte. Später baute er es weiter aus und fügte weitere Gebäude sowie einen Lustgarten mit Brunnen hinzu.
Die Teilung der Grafschaft Isenburg im Jahre 1684 war der Beginn für einen Zug um Zug erfolgenden Ausbau des Schlosses Wächtersbach zur Residenz der neu gegründeten Linie Ysenburg-Büdingen-Wächtersbach. Ab 1687, erfolgte er zunächst unter Graf Ferdinand Maximilian I. und später unter seinen Nachfolgern. Als erstes der Nebengebäude des Schlosses entstand 1718 das langgestreckte Gebäude des Marstalls. Es folgte, 1735, schon unter dem Nachfolgerregenten, Graf Ferdinand Maximilian II., der Sitz der gräflichen Verwaltung, das „große schmucke Gebäude“ der Rentkammer. Über der Eingangstür der Rentkammer hinterließ die Bauherrschaft das Allianz-Wappen von Ferdinand Maximilian II. von Ysenburg und seiner Gattin, Ernestine Wilhelmine zu Stolberg-Gedern.
Im Gebäude der Rentkammer, zur Schlossgartenseite hin gelegen, liegt ein „Gartensaal“, und davor eine große Terrasse. Der Saal wurde zur Hochzeit von Fürst Otto Friedrich von Ysenburg mit Prinzessin Felicitas Reuß (1904–1990), 1935 mit ansprechenden Wandgemälden ausgestattet. Die Bilder zeigen die zum Hause der Ysenburger gehörenden Schlösser und Städte. Der jetzt, wie das ganze Schlossareal in städtischem Besitz befindliche Gartensaal wird für verschiedenartige Feiern und Versammlungen aller Art genutzt. 1750 wurde, direkt neben dem Marktplatz das reich verzierte Fachwerkhaus des Prinzessinnenhauses errichtet. „Hier wohnten die unverheirateten Geschwister der regierenden Grafen“. Auch ein großer Wirtschaftshof, im rückwärtigen Teil des Schlossareals gelegen und von ihm durch eine hohe Mauer als Sichtschutz abgetrennt, gehörte zum Ensemble.
Nach der Auflösung des alten Deutschen Reichs und der Gründung des Rheinbundes verloren die büdingischen Grafenlinien, die Speziallinien des Hauses Ysenburg und Büdingen, ihre Reichsunmittelbarkeit, sie wurden mediatisiert, verfügten jedoch auch nachfolgend als Standesherren im Deutschen Bund über ausreichend Einnahmen, insbesondere aus der 1812 erfolgten Allodifizierung des Büdinger Waldes und der dadurch zur Nutzung und Versorgung der gräflichen Familien erfolgten Übereignung von Teilen des Büdinger Waldes (neben dem Stammteil Wächtersbach auch an die in der ersten Hälfte des 20. Jahrhunderts ausgestorbenen Familien der Stammteile Büdingen und Meerholz), und aus etlichen Hofgütern (Domänen; s. a. die in der Zeit der Weimarer Republik geführte politische Diskussion über die Domänenfrage). Dadurch konnte als letzte große Maßnahme 1816 der im Innenhof des Schlosses gelegene Bergfried niedergelegt und gleichzeitig die Wassergräben verfüllt werden.

#### Besitzer des Schlosses Wächtersbach aus dem Hause Ysenburg 1384 bis 1687

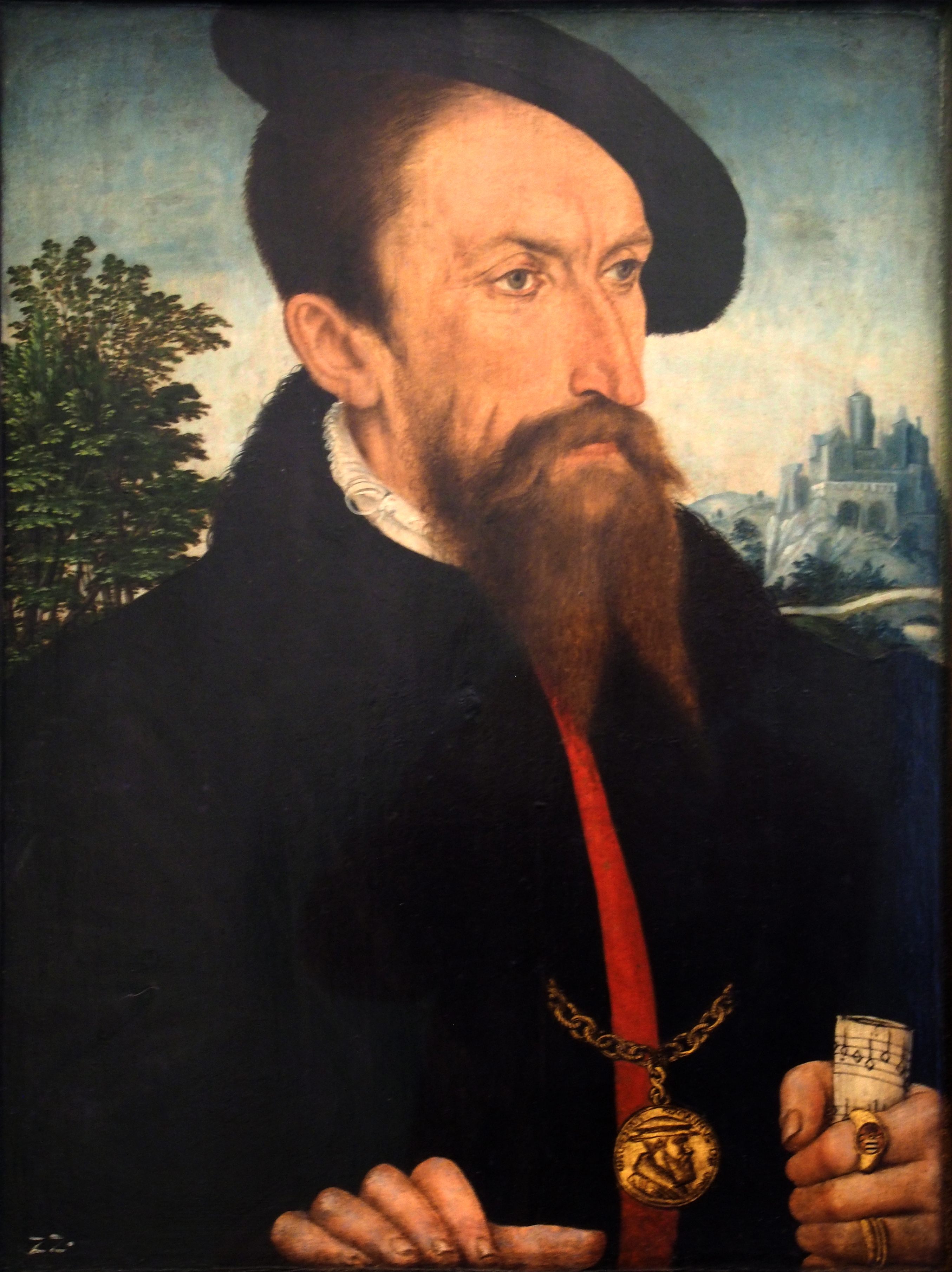
Graf Anton von Ysenburg-Büdingen (1501–1560)

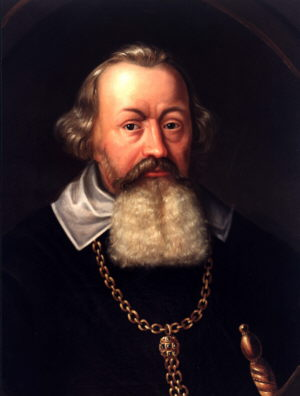
Graf Wolfgang Ernst I. von Isenburg-Büdingen (1560–1633)

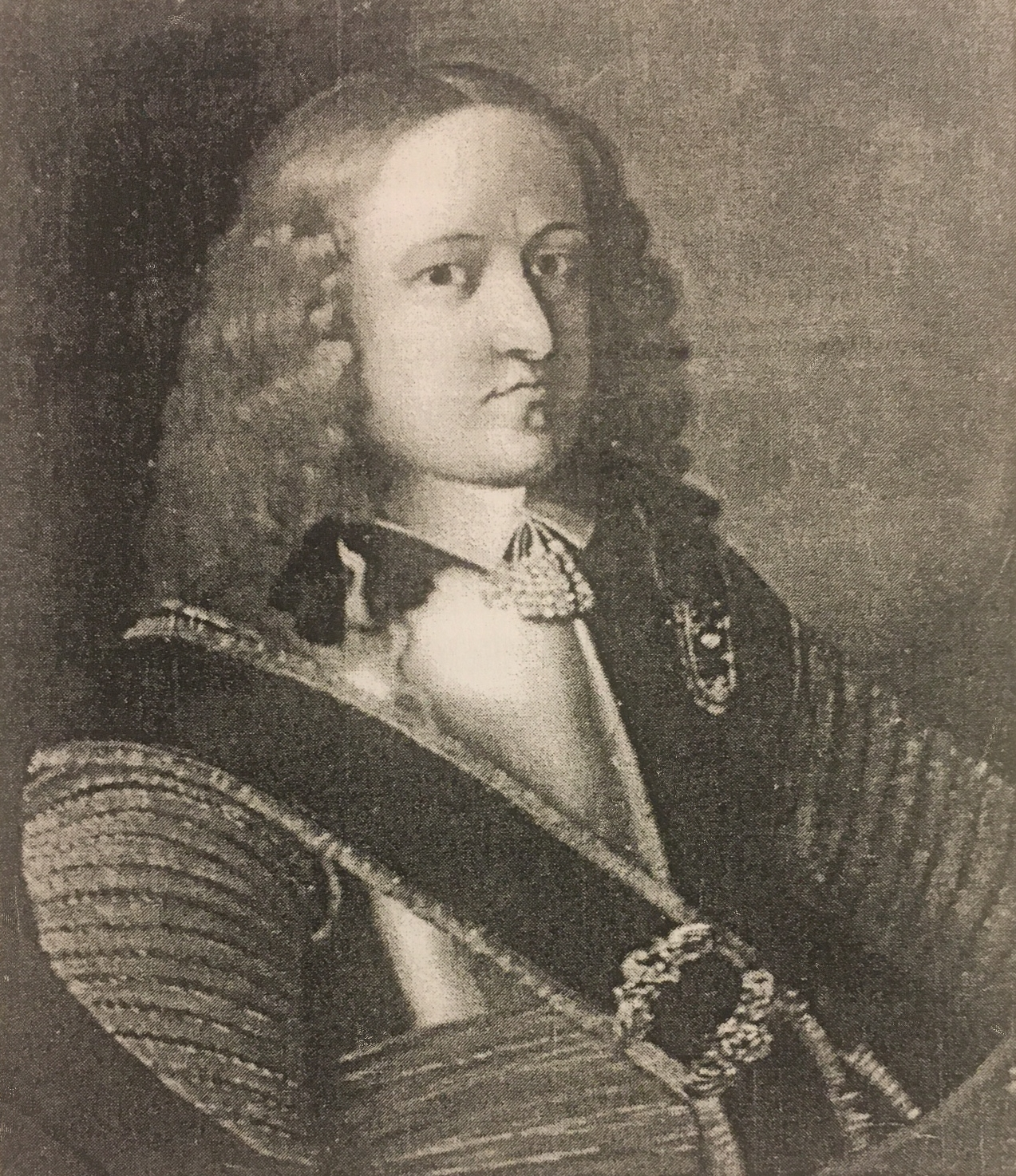
Graf Johann Ernst I. von Isenburg-Büdingen (1625–1673)

- Johann I.(um 1325/30–1395), (Sohn von Heinrich II. von Isenburg und Adelheid von Hanau († nach 1378)), 1384---1395[12]
- Johann II. (um 1360–1408/9), (Sohn von Johann I. von Isenburg und Sophie von Wertheim († 1387)), 1395---1408
- Diether I. (1390–1461), (Sohn von Johann II. von Isenburg und Margarete von Katzenelnbogen († 1438)), 1408---1461
- Ludwig II. (1422–1511), (Sohn von Diether I. von Isenburg und Elisabeth von Solms-Braunfels (†1451)), 1461---1477
- Johann IV. (-1496/97), (Sohn von Diether I. von Isenburg und Elisabeth von Solms-Braunfels (†1451)), 1477–1497
- Ludwig II. (1422–1511), (Sohn von Diether I. von Isenburg und Elisabeth von Solms-Braunfels (†1451)),1497–1511
- Philipp I. (1467–1526), (Sohn von Ludwig II. von Isenburg und Maria von Nassau-Wiesbaden († 1480)),
- Diether II. († 1521), (Sohn von Ludwig II. von Isenburg und Maria von Nassau-Wiesbaden († 1480)), 1511–1517
- Johann V. (1476–1533), (Sohn von Ludwig II. von Isenburg und Maria von Nassau-Wiesbaden († 1480)), 1511–1517
- Diether II. († 1521), (Sohn von Ludwig II. von Isenburg und Maria von Nassau-Wiesbaden († 1480)), 1517–1521
- Anton (1501–1560), (Sohn von Philipp I. und Amalie von Rieneck († 1543)), 1521---1560
- Georg (1528–1577), (Sohn von Anton und Elisabeth von Wied-Runkel († 1542)), 1560–1576
- Wolfgang (1533–1597), (Sohn von Anton und Elisabeth von Wied-Runkel(† 1542)) 1576–1597
- Heinrich (1537–1601), (Sohn von Anton und Elisabeth von Wied-Runkel(† 1542)) 1597–1601
- Wolfgang Ernst I. (1560–1633), (Sohn von Anton und Elisabeth von Wied-Runkel († 1542)) 1601–1628
- Ludwig Arnold (1616–1662), (Sohn von Wolfgang Ernst I. und Juliane zu Sayn-Wittgenstein (1583–1627))[13], 1628–1662
- Johann Ernst (1625–1673), (Sohn von Wolfgang Ernst I. und Juliane zu Sayn-Wittgenstein (1583–1627)), 1628–1673
- Marie Charlotte zu Erbach (1631–1693), (Witwe von Johann Ernst I. von Isenburg (1631–1693), Vormundin ihrer Söhne), 1673–1687

### Der Schlosspark
In der waldreichen Umgebung von Wächtersbach spielte der Park neben dem Schloss stets eine herausragende Rolle. Er erlebte im Verlauf der Jahrhunderte viele Veränderungen. Seine nachvollziehbare Geschichte beginnt mit einem Umritt zur Festlegung der Grenzen eines „Thiergartens“, durch den Grafen Johann Ernst I. von Ysenburg-Büdingen und seine Bediensteten, im Jahre 1666. Das geplante Tiergehege war eine damals modische Einrichtung. Sie diente der Repräsentation, aber auch der Befriedigung der gräflichen Jagdlust. Nicht zuletzt erfüllte sie die Aufgabe der Bereicherung der herrschaftlichen Tafel und der Bevorratung. Mit allen notwendigen Vorkehrungen und Gewerken (Grundstückstausche, Einhegung, Ausstattung, Tierbesatz etc.), wurde die Ausführung des Tiergeheges dem Haushofmeister Johann Georg Mohr übertragen.
Neben dem Tierpark wurde auch ein Lustgarten errichtet. Er lag nahe dem Wirtschaftshof und dem Schloss, das nach dem Dreißigjährigen Krieg wiederaufgebaut worden war. In dieser Zeit entstand auch der heute noch vorhandene Keller, in dem Gemüse und Früchte als Vorräte eingelagert wurden. Später entstand über dem Keller eine Sommerterrasse.
Eine wesentliche Änderung erfuhr der Park erst wieder ab dem Jahre 1816. Zu diesem Zeitpunkt wurden die das Schloss bis dahin umgebenden Wassergräben durch Verfüllen beseitigt. Der nahe am Schloss gelegene Lustgarten verschwand wieder, bzw. wuchs mit dem ehemaligen Tiergarten zu einer neuen Einheit, dem Schlosspark, vom Typ eines Landschaftspark im englischen Stil zusammen.
1840 wurde der Gartenarchitekt Johannes Bodenbender von Graf Adolf II. von Ysenburg mit der Planung eine Landschaftsparks beauftragt. Die Ausführungen erfolgten wohl in einem Zuge und stimmen noch heute, bis ins Detail am Wegenetz nachvollziehbar, mit dem überlieferten Bodenbender-Plan überein. Sie folgten, wenngleich der Park in Wächtersbach viel kleiner ist, ähnlichen Prinzipien wie der zur damaligen Zeit schon fertiggestellte Beispiel gebende Wörlitzer Park. Geschwungene Wege verbanden einzelne Wiesenflächen, die durch Baumgruppen unterbrochen wurden. Im Mittelpunkt lag ein Weiher mit einer großen Insel (heute noch als Halbinsel erkennbar), den eine gerade Schloss-Zufahrt zweiteilt. Blumenrabatten, Azaleen- und Rhododendronhecken sowie solitär gepflanzte exotische Bäume bilden Zielpunkte der Sichtachsen, die der Gartenarchitekt Bodenbender vor der Kulisse des von Buchen und Eichen bestandenen Bergwaldes einplante. Dieser nahe Bergwald, der nicht vom Park zu trennen ist, war einst ein reiner, gezielt gesetzter und gepflegter Eichenwald, der zur optischen Gliederung, von nur niedrig, etwa hüft- bis schulterhoch gehaltenen Hainbuchenhecken durchzogen war. Reste der ehemaligen Hecken prägen noch heute das Erscheinungsbild des Unterwaldes, während die Eichen vielfach durch natürlich nachgewachsene Rotbuchen ersetzt sind.
Eine der Hauptachsen des Parks folgte der Schloss-Zufahrt, hin zum Pförtnerhaus mit repräsentativem Eingangstor und über die zunächst noch vorhandene Umfassungsmauer hinweg in Richtung Osten. Diese Mauer war aus dem lokal anstehenden Sandstein gefertigt. Einen besonders reizvollen Ort, innerhalb des Landschaftsparks, bildete ein kleines Plateau, am Hang, etwas östlich, oberhalb des Schlosses gelegen. Hier ließ Bodenbender einen attraktiven Tulpenbaum setzen (der der Sturmkatastrophe von 1958 zum Opfer fiel). Dieser herausgehobene Punkt, nach der Parkgründerin, Gräfin Philippine zu Ysenburg-Philippseich (1798–1877), der Gattin von Graf Adolf II. zu Ysenburg-Wächtersbach, "Philippinenhöhe" genannt, erhielt gleich fünf talwärts führende Sichtachsen. Sie sind, trotz des sich zwischenzeitlich ausdehnenden Waldes, immer noch gut nachvollziehbar. Eine heute, bis auf eine kleine Lichtung, bepflanzte Feldgemarkung, bildete früher eine natürliche obere Grenze von Park und Wald. Sie kann heute noch von unten gesehen und erkannt werden, folgt man mit dem Blick der großen Rhododendronachse bergaufwärts. Gräfin Philippine zu Ysenburg-Philippseich gilt, aufgrund ihrer vielfachen Einwirkungen auf die Gestaltung „als die eigentliche Parkgründerin“.
Zu den Besonderheiten des Parks zählten auch ein Badeweiher mit Umkleidehäuschen (für die ehemaligen Schlossbewohner). Er findet sich in der Verlängerung der, heute durch Wildwuchs zum Teil gestörten, hinteren Sichtachse, die am Forsthaus vorbei führt. Weiterhin war da ein Felsenkeller, „Eiskeller“ genannt. In ihm lagerte die Schlossbrauerei Eis für die warme Jahreszeit ein, dort wurde aber auch das frische Jagdwild abgehängt. Auf diesem Eiskeller war eine kleine „Einsiedelei“, auch Ermitage genannt eingerichtet. Ob hier im 19. Jahrhundert, wie anderswo üblich, auch ein gewerbsmäßiger „Einsiedler“, ein so genannter Schmuckeremit hauste, ist nicht sicher überliefert. Sicher dagegen ist, dass die Einsiedelei nach dem Zweiten Weltkrieg einer Frankfurter Bürgerin als (Behelfs-)Wohnung diente. Auch eine schmucke, aus Trockenlehmziegeln erbaute Fasanerie zählte zu den Einrichtungen innerhalb des Landschaftsparks. Noch immer vorhanden, aber nicht mehr genutzt ist die nach Otto Friedrich, Fürst zu Ysenburg und Büdingen (* 1904; † 1990) benannte Otto-Friedrich-Quelle, die ehemalige Trinkwasserversorgung von Fasanerie und Schloss, samt Filteranlage. Sie sind jeweils in eigenen kleinen Gebäuden untergebracht.
Eine Rarität war eine Pyramideneiche. Sie lag in der Nähe des Schlosses. Der Fürst zu Ysenburg und Büdingen in Wächtersbach hatte darauf einen Blitzableiter zum Schutz des Schlosses anbringen lassen. Zur Freude des Fürsten erfüllte er diese Aufgabe in hervorragender Weise und bot immer wieder spektakuläre Schauspiele von Blitzeinschlägen, die aber ohne Beschädigung der Eiche abliefen. Die Pyramideneiche wurde zwischenzeitlich gefällt und durch eine Neupflanzung ersetzt.
Nach Auszug der Fürstenfamilie nach Büdingen und infolge des Schlossbrandes im Jahre 1939 kam es auch im Schlosspark zu jahrzehntelanger Verwahrlosung. Sowohl in der Bepflanzung als auch in den Wegeanlagen war der Park sehr stark verfallen und heruntergekommen. Dank der Pflege durch den privaten, 2001 extra zu diesem Zwecke gegründeten Förderverein Schloss + Park Wächtersbach hat er, unter anderem mit der Rosenallee als Eingangsportal, wieder einen guten Teil seiner historischen Ausstattung wiedergewonnen. Auf Grund einer Initiative des Fördervereins und des Heimat- und Geschichtsvereins Wächtersbach wurde im Jahre 2001 im Park ein Baumlehrpfad angelegt. Er wird durch die beiden Vereine gepflegt, in Zusammenarbeit mit der Freiwilligen Feuerwehr und der Stadt Wächtersbach.

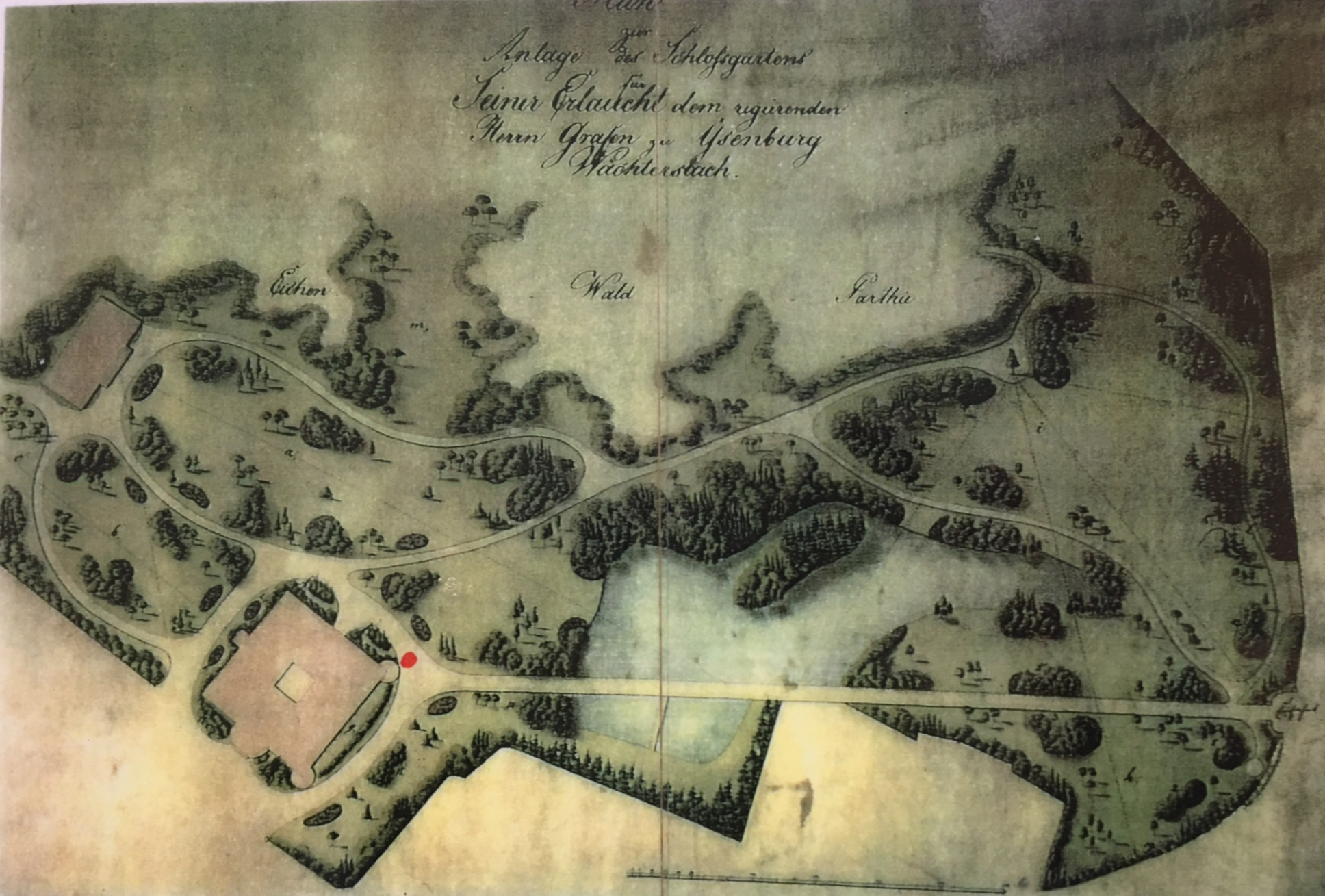
Schlossgarten Wächtersbach-Plan Bodenbender

Im hinteren Teil des Schlossparks befand sich in den 1950er und 1960er Jahren die Forschungsanstalt für Forst- und Holzwirtschaft, aus dessen Versuchspflanzungen ebenfalls einige Bäume stammen, wie etwa zwei Mammutbäume. Im Schlosspark finden sich mindestens 48 bemerkenswerte, z. T. seltene Bäume und Sträucher, die zu „Testzwecken“ gepflanzt wurden, da die Fürsten zu Ysenburg in der Waldwirtschaft tätig waren und hiermit den Wuchs und die Ertragskraft der jeweiligen Bäume unter hiesigen klimatischen Bedingungen studierten. Daraus resultierend kann man noch heute eine Vielzahl verschiedener, nicht heimischer Bäume im Park finden. Noch aus der Zeit des Gartenarchitekten Bodenbender stammen einige exotische Bäume, wie etwa ein Trompetenbaum und ein Tulpenbaum. Direkt am Schloss befindet sich ein über einhundertfünfzig Jahre alter Ginkgobaum, der zu seiner Pflanzzeit eine Kuriosität und Attraktion darstellte.
Einen erheblichen Eingriff, in Bezug auf Fläche und Struktur, zu Lasten des Ensemble von Schloss und Park, stellte die Niederlegung der Umfassungsmauer, mit Zurücksetzung des Eingangstores bis zum Teich, sowie die Errichtung des Gebäudes der Volksbank und des Parkplatzes hinter dem Pförtnerhaus, dar. Der Schlosspark ist im Rahmen eines Grundstückstausches in den Besitz der Stadt Wächtersbach und somit der Allgemeinheit übergegangen. Er stellt gemeinsam mit dem Schloss ein denkmalgeschütztes Ensemble dar, das von einer schönen und malerischen Altstadt umrahmt wird.

## Heutige Nutzung
Die 1865 gefürstete standesherrliche Familie zu Ysenburg und Büdingen in Wächtersbach verließ nach dem Brand das Schloss Wächtersbach und zog in das Schloss in Büdingen. Nach notdürftiger Beseitigung der Brandschäden diente das Schloss während und nach dem Zweiten Weltkrieg unterschiedlichen Zwecken. Mit dem Auszug des letzten Mieters, des Deutschen Entwicklungsdienstes, der es bis in die 1970er Jahre als Ausbildungsstätte nutzte, stand es etwa 40 Jahre lang leer. Es wurden kaum substanzerhaltende Maßnahmen durchgeführt. Das Schloss befand sich daher in keinem guten Zustand.
Die Globus-Gruppe kaufte das Anwesen 2013 und wollte es für ca. sieben Millionen Euro sanieren. Nach der Renovierung sollte die Stadtverwaltung von Wächtersbach das Gebäude nutzen. Im Gegenzug wollte die Globus-Gruppe ihr Areal erweitern. 2016 wurde das Schloss von der Stadt Wächtersbach gekauft und wurde in Eigenregie umfangreich saniert; die Maßnahme wurde nicht nur von der Stadt Wächtersbach, dem Land Hessen und der Bundesrepublik Deutschland, sondern auch von der Deutschen Stiftung Denkmalschutz aus Mitteln der Lotterie GlücksSpirale gefördert. Nach Entkernung, umfangreicher Sanierung und Umbau ab 2017, konnte im Februar 2020 das Schloss in seiner neuen Funktion als Rathaus der Stadt Wächtersbach bezogen werden.
2022 ist der 1. Platz des 37. Hessischen Denkmalschutzpreises in der Kategorie Öffentliches Bauen für die Sanierung des Schlosses Wächtersbach vergeben worden. Die Jury würdigte dabei eine beeindruckende Sanierung ohne störende Eingriffe in die Raumstruktur trotz der komplexen Anforderungen für eine moderne Stadtverwaltung.

## Anlage
- vierflügelige, dreigeschossige Wasserburg
- quadratische, rechtwinklige Grundfläche
- Rundtürme mit welscher Haube
- Innenhof mit Treppenturm von 1875 und Arkaden-Treppen

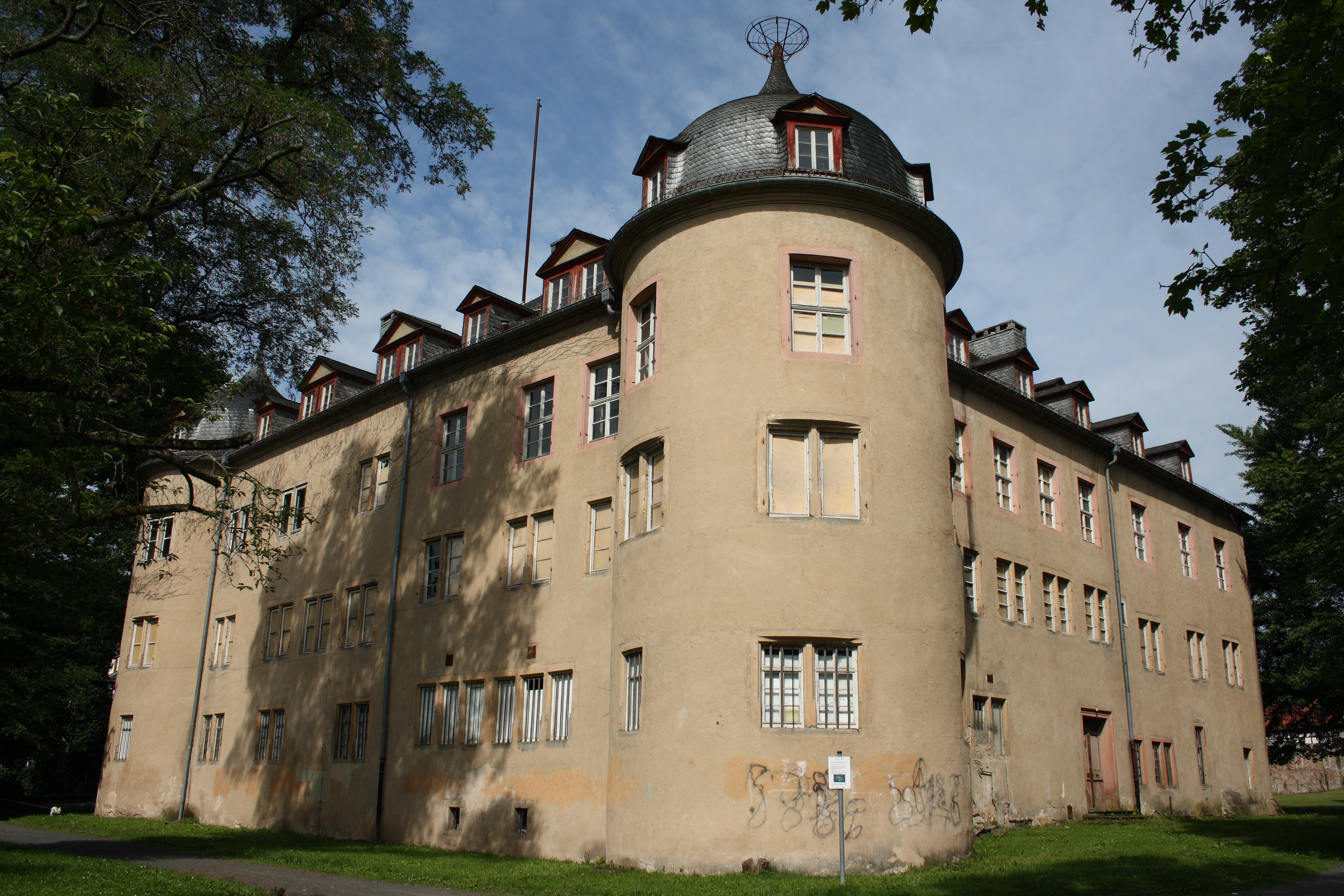
Blick auf das renovierungsbedürftige Schloss
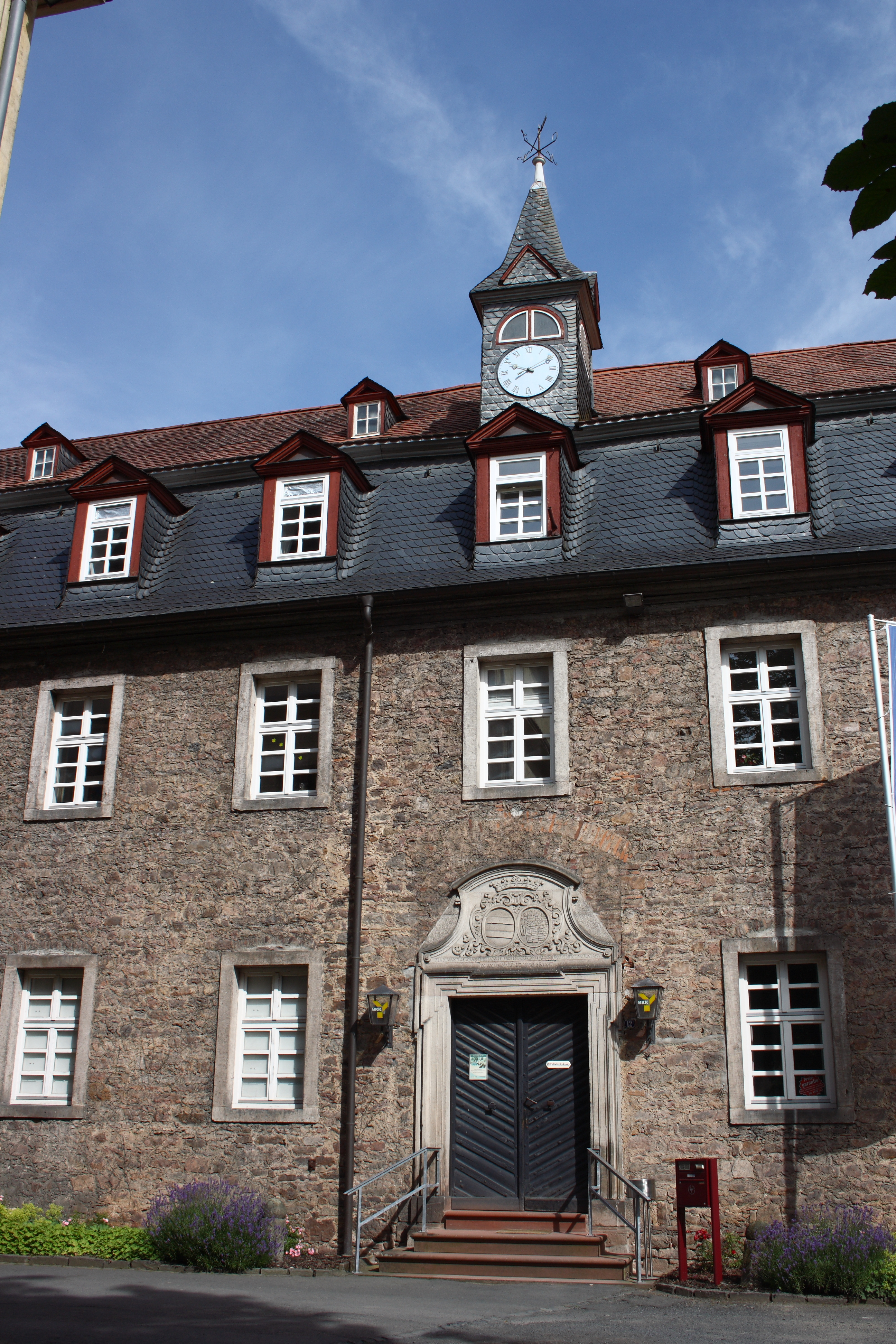
Eingangsportal der Rentkammer
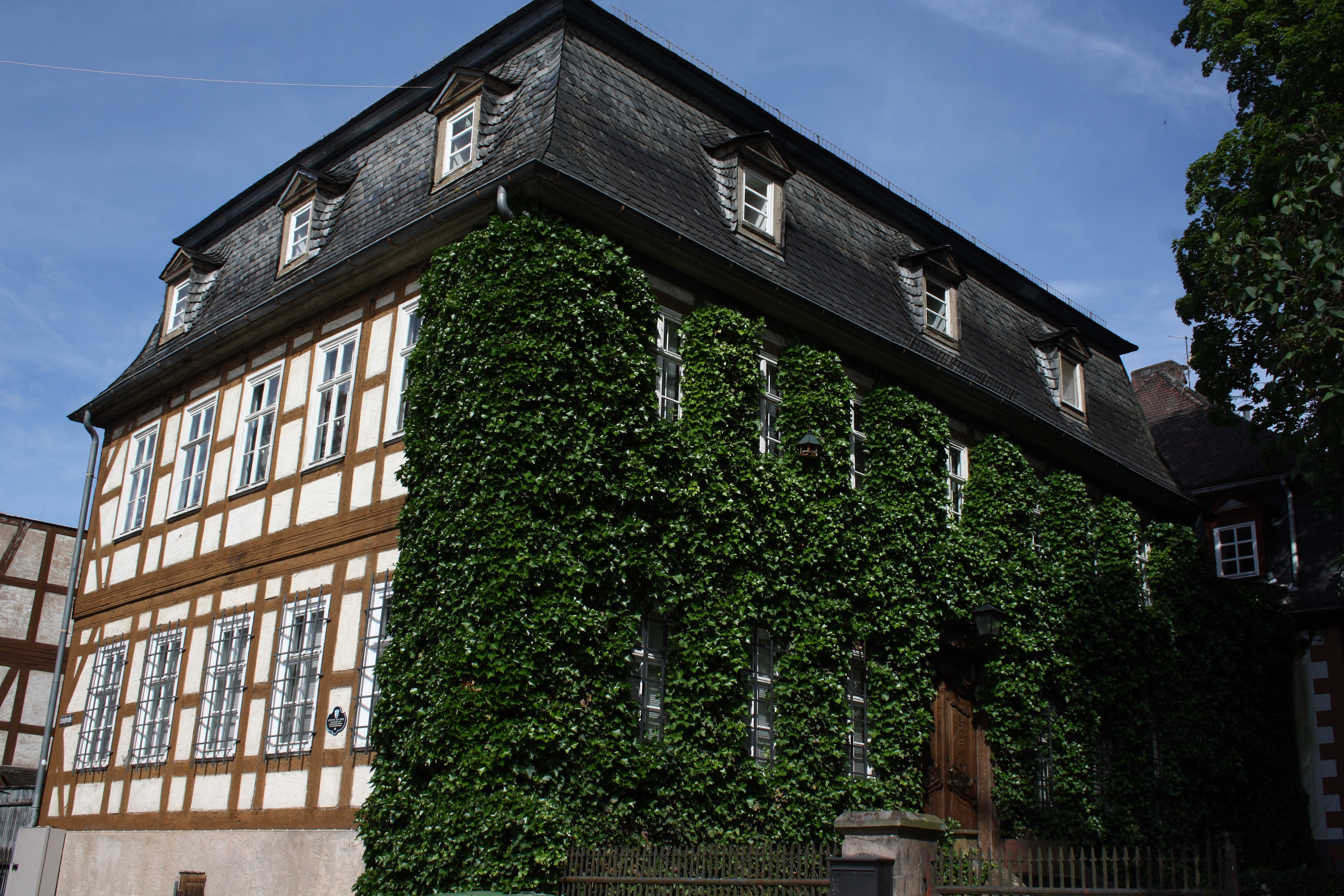
Das Prinzessinnenhaus
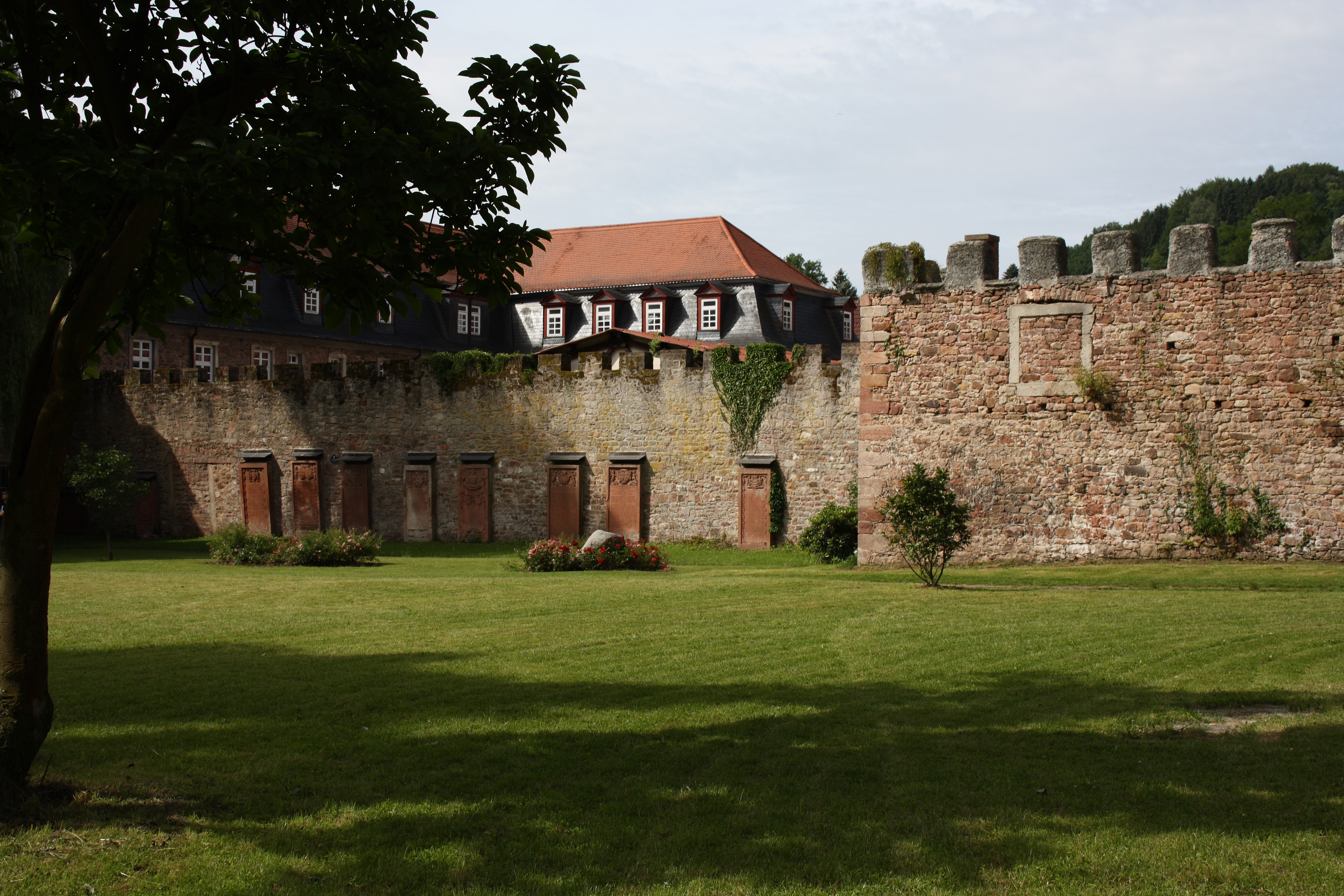
Epitaphien im Schlosspark